# Ди Си Суперхироу Гърлс
„Ди Си Суперхироу Гърлс“ (на английски: DC Super Hero Girls) е американски супергеройски уеб сериал и поредица, продуциран от „Уорнър Брос Анимейшън“ за „Картун Нетуърк“, който е базиран на героите от „Ди Си Ентъртейнмънт“, който е основан от третата четвърт през 2015 г.
Поредицата е по-късно преизработена от Лорън Фауст, който преди работеше за „Реактивните момичета“, „Домът на Фостър за въображаеми приятели“ и „Малкото пони: Приятелството е магия“. Това води до резултат на цялото ребрандиране за поредицата, който се развива на едноименния телевизионен рестарт, който започна по Картун Нетуърк през март 2019 г.

## Уебсайт
Уебсайтът е основан в края на 2015 г. Героите, включени при стартирането, бяха: Жената-чудо, Батгърл, Супергърл, Харли Куин, Отровната Айви, Катана и Пчеличка. Другите герои, включително Хал Джордан, Бари Алън, Звезден сапфир, Зверчето, Чийта, Момичето-ястреб и Жената-котка също се появяват. Аманда Уолър е включена като директорка на Школата за супергерои. Някои други герои и злодеи от Ди Си Комикс също се появяват в задния план като малки роли.

## Актьорски състав и герои
„Ди Си Суперхироу Гърлс“ има много различни герои, вдъхновени от вселената на Ди Си. Множеството герои са озвучени от актьори, които и преди да изпълнили същите герои. Изброените по-долу герои са вписани в сайта на поредицата:
| Актьор                 | Персонаж                                                                         |
| ---------------------- | -------------------------------------------------------------------------------- |
| Грей Грифин            | Жената-чудо Гиганта Силвър Ст. Клауд Коругариан Платинум Робин                   |
| Анайс Феъруедър        | Супергърл                                                                        |
| Мей Уитман             | Барбара Гордън/Батгърл (първи глас) Кралицата на скоростта (първи глас)          |
| Тара Стронг            | Харли Куин Отровната Айви Рейвън                                                 |
| Тийла Дън              | Пчеличка Артемиз                                                                 |
| Стефани Шех            | Катана Блийз                                                                     |
| Ашли Екщейн            | Чийта                                                                            |
| Джесика Дичико         | Звезден сапфир Лашина                                                            |
| Хиндън Уолш            | Старфайър Блекфайър                                                              |
| Ника Фътърман          | Момичето ястреб Чешайър                                                          |
| Даника Маккелър        | Фрост Тийнейджърка                                                               |
| Лорън Том              | Близначките Дабъл Деър Професор Минерва                                          |
| Ивет Никол Браун       | Директор Аманда Уолър Майката на Пчеличка                                        |
| Грег Сайпс             | Зверчето                                                                         |
| Джош Кийтън            | Хал Джордан/Зеленият фенер Светкавицата Стийв Тревър                             |
| Морис Ламарш           | Червеното торнадо Карл Ферис Оберон                                              |
| Кристина Пучели        | Жената-котка Мис Марсианка Аметист Violet Lantern Ring                           |
| Фил Ламар              | Господин Фокс Килър Мот                                                          |
| Джон Димаджо           | Уайлдкет Вицепрезидент Грод Д-р Сийд/Дарксийд Мониторът на антизалата            |
| Том Кени               | Комисар Джеймс Гордън Паразит Синестро Лобо                                      |
| Хелън Слейтър          | Марта Кент                                                                       |
| Дийн Кейн              | Джонатан Кент                                                                    |
| Таня Гунади            | Лейди Шива                                                                       |
| Фред Таташор           | Убиецът Крок Парадемонът Пери Соломон Грънди Брейниак Аръс Криптомайт Суамп Тинг |
| Ейприл Стюарт          | Баба Доброта Стомпа Госпожа Мун                                                  |
| Мисти Лий              | Биг Барда Лудата Хариет                                                          |
| Алексис Зол            | Лоис Лейн                                                                        |
| Кари Пейтън            | Киборг Файърфлай Лайън-Мейн                                                      |
| Джулиън Гросман        | Хиполайта                                                                        |
| Ана Вочино             | Оракула                                                                          |
| Кевин Майкъл Ричардсън | Тригон Кралят Акула Г-жа Клейфейс                                                |
| Роми Деймс             | Лина Лутор                                                                       |
| Крий Съмър             | Тъндър                                                                           |
| Кимбърли Брукс         | Мери Маккейб Лайтинг                                                             |
| Кристина Милиция       | Джесика Круз                                                                     |
| Матю Мърсър            | Пръстенът на Зеления фенер Капитан Студ                                          |
| Ерика Линдбек          | Мера Сирена                                                                      |
| Ашлин Селич            | Барбара Гордън/Батгърл (втори глас) Кралицата на скоростта (втори глас)          |

## Медия

### Уеб сериал
„Ди Си Суперхироу Гърлс“ съдържа поредица от анимационни късометражни епизода в YouTube, и техният сайт се центрира върху младите герои и злодеи, които учат в Школата за супергерои. Премиерата на първия сезон е излъчена на 1 октомври 2015 г., втория сезон – на 21 април 2016 г., третия – на 26 януари 2017 г. и четвъртия – на 18 януари 2018 г. Петият и последен сезон е излъчен премиерно на 2 август 2018 г. и приключва на 27 декември.

### Телевизионен сериал
През 2019 г. поредицата „Ди Си Суперхироу Гърлс“ се сдобива с рестарт на телевизионен сериал, разработен от Лорън Фауст.

### Филми и специални епизоди

#### Специален епизод (2016)
| Заглавие                                      | Режисьор      | Сценарист   | Излъчване                                                                                  |
| --------------------------------------------- | ------------- | ----------- | ------------------------------------------------------------------------------------------ |
| „Супергероините на DC: Школата за супергерои“ | Дженифър Койл | Шей Фонтана | 19 март 2016 г. (Boomerang) 21 май 2016 г. (Boomerang UK) 30 май 2016 г. (Cartoon Network) |

#### Филми, издадени директно на видео
| Заглавие                                       | Режисьор                      | Сценарист     | Излъчване          |
| ---------------------------------------------- | ----------------------------- | ------------- | ------------------ |
| „Супергероините на DC: Герой на годината“      | Сесилия Аранович              | Шей Фонтана   | 23 август 2016 г.  |
| „Супергероините на DC: Интергалактически игри“ | Сесилия Аранович              | Шей Фонтана   | 23 май 2017 г.     |
| „Супергероините на DC: Контролирано съзнание“  | Тод Граймс                    | Джеръми Адамс | 8 август 2017 г.   |
| Lego DC Super Hero Girls: Super-Villain High   | Елза Гарагарца                | Джеръми Адамс | 15 май 2018 г.     |
| „Супергероините на DC: Легенди за Атлантида“   | Сесилия Аранович Иън Хамилтън | Шей Фонтана   | 2 октомври 2018 г. |

## В България
В България сериалът се излъчва за кратко по локалната версия на Картун Нетуърк около 2017 г. Дублажът е нахсинхронен в студио „Про Филмс“. В него участват Яна Огнянова (Харли Куин), Петя Абаджиева (Жената-чудо), Стефания Георгиева (Батгърл), Никол Султанова (Пчеличка), Татяна Захова, Татяна Етимова, Ася Братанова, Ана-Мария Лалова, Симона Нанова, Надежда Панайотова, Николай Пърлев, Георги Стоянов, Петър Бонев и др.